# Dersim-Aufstand

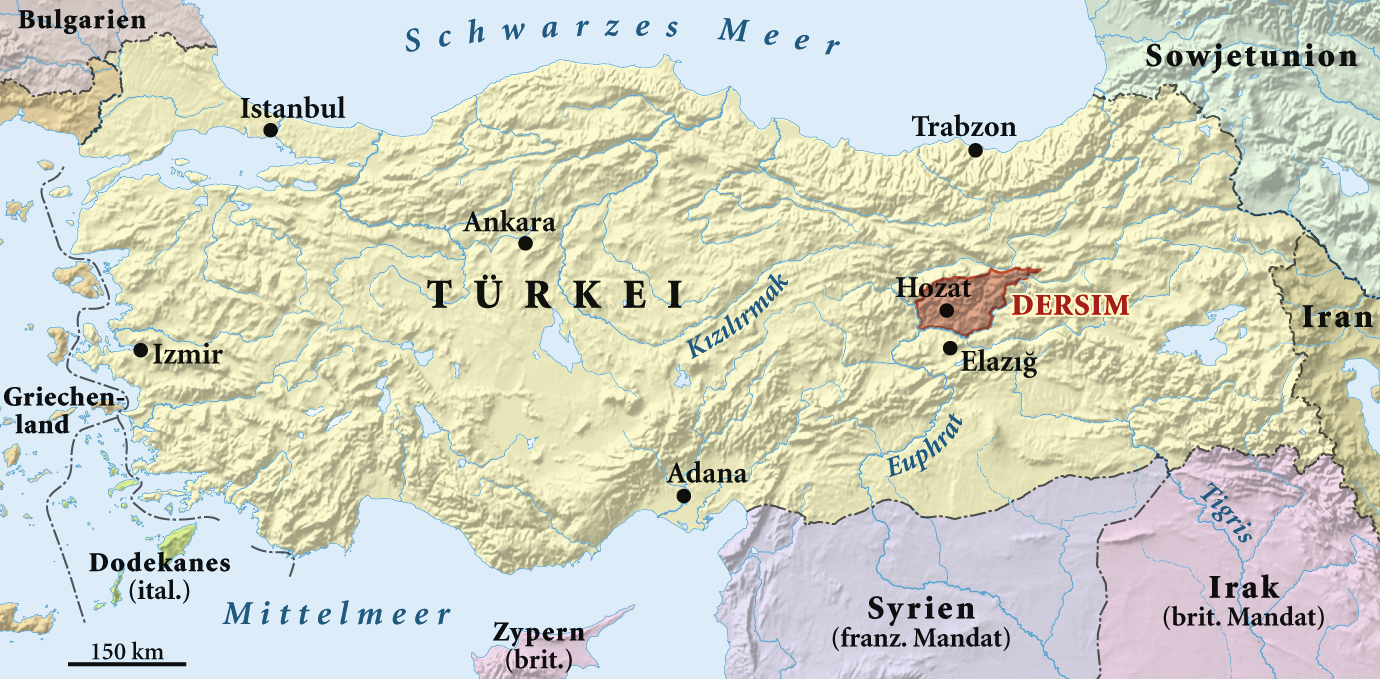
Provinz Dersim 1937

Der Dersim-Aufstand war nach der Niederschlagung des Scheich-Said-Aufstands der letzte große Kurdenaufstand in der Türkei. Er ereignete sich 1937/38 in der Region Dersim, die in etwa der heutigen Provinz Tunceli entspricht, und wurde von den Eliten der sogenannten Dersim-Kurden angeführt, welche zu den Zaza zählen. Als Anführer galt Seyit Rıza. Staatlichen türkischen Berichten zufolge sollen zehn Prozent der insgesamt 65.000 bis 70.000 Einwohner der betroffenen Teile des historischen Dersims im Verlauf der Auseinandersetzungen getötet worden sein. Die Zahl der Todesopfer wird auf mehr als 10.000 bzw. um die 25.000 geschätzt. Nach einer wissenschaftlichen Untersuchung an der UCLA beträgt die Zahl der Todesopfer mindestens 46.000 bis 63.000, auf der Grundlage von nach neuem Forschungsstand 150.000 Einwohnern. Die Regierung schlug die Revolte mit massiver Gewalt gegen Rebellen und Zivilisten nieder. Zahlreiche Bewohner wurden aus ihren Dörfern vertrieben, die anschließend zerstört wurden. Die Verluste auf Seiten der Armee betrugen etwa 100 Soldaten. Im Jahr 2011 entschuldigte sich die türkische Regierung für die Massaker und räumte 13.806 Todesopfer ein.

## Hintergrund

### Landschaft, politische Zugehörigkeit und Bevölkerung Dersims
Das gebirgige Dersim war in seiner Geschichte vielfach Grenzregion verschiedener Herrschaftsgebiete und hatte auch im Osmanischen Reich seinen eigenständigen Charakter bewahrt. Dersim war eine Zeit lang Teil des Eyâlets Diyârbekir, das damals ein weiter nach Norden reichendes Gebiet umfasste als die heutige Provinz Diyarbakır. 1880 wurde es zu einer selbständigen Provinz Vilâyet Dersim und acht Jahre später Harput angegliedert. Das historische Dersim war größer als die Provinz zur Zeit des Aufstandes. Die Bevölkerung bekannte sich mehrheitlich zum alevitischen Glauben und sprach größtenteils Zazaki. Ein kleiner Teil der Aleviten sprach Kurmandschi. Damit unterschieden sich die Bewohner Dersims sprachlich und religiös von den sunnitischen Kurden der benachbarten Provinzen. Sie galten in den 1930er Jahren dennoch als Kurden. Die Wahrnehmung als eigenständige Nation existierte noch nicht.
Die Einwohner Dersims beteiligten sich nicht an den kurdischen Hamidiye-Regimentern. Während des Völkermords an den Armeniern halfen sie – teils freiwillig, teils gegen Bezahlung – Zehntausenden bei der Flucht in die Berge und über die russische Grenze. Die letzten Strafexpeditionen während des Osmanischen Reiches in Dersim fanden in den Jahren 1908 und unter der Regierung des KEF 1916 statt. Beim Aufstand Scheich Saids im Jahre 1925 kämpften sie auf der Seite des Staates.

### Herrschaftsstrukturen und Wirtschaftsweise in Dersim
Die traditionellen Gemeinschafts- und Stammesstrukturen und das Stammesrecht waren in den 1930er Jahren noch weitgehend intakt. Der Einfluss des Staates war gering. Es gab etwa 100 kleine Stämme, deren Führer um die Vorherrschaft rangen und sich mitunter blutige Fehden lieferten, in die sich die Armee bisweilen hineinziehen ließ. Die Bevölkerung lebte in der Hauptsache von Ackerbau und Viehzucht, meist in Form von halbnomadischer Transhumanz. Sie war arm und wenig gebildet. Ein kurdischer Nationalismus war insbesondere unter den gut ausgebildeten Söhnen führender Familien verbreitet.

### Modernisierungs- und Einheitsbestrebungen der Republik Türkei
Die feudalen Verhältnisse standen im Gegensatz zu den Modernisierungsbestrebungen der jungen Republik Türkei. Die staatliche Elite strebte danach, der Region die „Zivilisation“ (medeniyet) nahezubringen. Man wollte Straßen, Schulen und Fabriken bauen und die Bevölkerung von der Vormundschaft der alevitischen religiösen Führer, der Dedes, und der Feudalherren befreien. Dersim symbolisierte die Rückständigkeit des Osmanischen Reiches, die es zu überwinden galt.
Auch die ethnische Struktur Dersims stand im Gegensatz zum Nationalitätsverständnis und Einheitsbestreben des Staates. Kurden und Zaza wurden als potenzielle Gefahr für die staatliche Einheit betrachtet. Die Türkisierung der Bevölkerung war ein Mittel, dieser Gefahr zu begegnen.
Der Generalstabschef Fevzi Çakmak inspizierte die Region im Jahre 1930 und sandte dem Innenministerium und dem Ministerpräsidialamt einen Bericht, in dem er die Bombardierung verschiedener „dreister“ kurdischer Dörfer mit Hilfe der türkischen Luftwaffe als Exempel für alle vorschlug. Die Dörfer bezahlten keine Steuern, schickten ihre Kinder nicht zum Militär und wollten ihre Waffen nicht abgeben. Außerdem äußerte Çakmak Sorgen, dass 10.000 Kurden versuchten, türkische Dörfer zu „kurdisieren“. Einen Monat später begannen am 24. Oktober und am 1. November zwei kleinere Operationen in Pülümür. Dabei wurde nach Berichten des türkischen Generalstabs bei der letzten Operation u. a. das Dorf Kürk niedergebrannt und alle „Räuber“ in der Nähe des Dorfes vernichtet.
Innenminister Şükrü Kaya bereiste ein Jahr später das Gebiet und stellte fest, dass Stammesrecht gehandhabt werde und die Bevölkerung kaum Steuern zahle. Ferner gebe es massenhaften Waffenbesitz. Es herrsche Gesetzlosigkeit und man drücke sich vor der Wehrpflicht. Er schlug einen Zweistufenplan vor, der die Durchsetzung staatlicher Gewalt, Schulbildung und Türkisierung der Bevölkerung vorsah. Atatürk bezeichnete 1936 im türkischen Parlament die „Dersim-Frage“ als das wichtigste innenpolitische Problem des Landes.
In der türkischen Presse und auch von Regierungsmitgliedern wurde Dersim als ‚Krankheit‘ (hastalık) und ‚Unheil‘ (belâ) bezeichnet. Die Macht der Aghas müsse gebrochen werden. Es sollten wirtschaftliche Maßnahmen eingeleitet, Straßen und Schulen gebaut und die Bevölkerung für den Staat „erwärmt werden“. Die Bewohner hätten sich vom Türkentum „entfremdet“, ihre Sprache zum Teil vergessen und angefangen, sich für Kurden zu halten.

### Besiedlungsgesetz 1934

Das Besiedlungsgesetz im Amtsblatt

Am 21. Juni 1934 trat das sogenannte Besiedlungsgesetz (İskân Kanunu) mit Veröffentlichung im Amtsblatt der Türkei in Kraft. Ziel des Gesetzes war die Türkisierung der Bevölkerung, die staatliche Vertreter ohnehin zu den „ursprünglichen Türken“ rechneten. Dersim war das erste Gebiet, in dem das Gesetz zur Geltung kommen sollte.
Die Türkei wurde laut dem Mitte 1947 aufgehobenen Artikel 2 in drei Zonen unterteilt:

1. Regionen, in denen Bevölkerung türkischer Kultur angesiedelt werden soll
2. Regionen, die für den Transport und die Ansiedlung jener Bevölkerung vorgesehen sind, die der türkischen Kultur angeglichen werden soll
3. Regionen, die unter anderem aus Gründen der Kultur, Politik, des Militärs und der Ordnung entvölkert werden sollen und in denen Ansiedlung und Wohnen verboten waren.

Alle Institutionen der tribalen und religiösen Führung wurden abgeschafft und ihr Grundbesitz wurde konfisziert (Art. 10). Laut Ursprungstext sollten nicht-türkische Nomadenstämme in „Dörfern türkischer Kultur“ angesiedelt werden (Art. 9). „Diejenigen, die nicht der türkischen Kultur angehören“ oder ihr zwar angehören, „jedoch eine andere Sprache sprechen“, konnten umgesiedelt oder ausgebürgert werden (Art. 11 lit. B). Die Region Dersim wurde zu einer Region der dritten Kategorie erklärt und war somit für eine Entvölkerung vorgesehen.

### Militärverwaltung
Anfang 1936 wurde Dersim in Tunçeli [!] umbenannt und unter Militärverwaltung gestellt. Das entsprechende Gesetz – umgangssprachlich auch „Tunceli-Gesetz“ (Tunceli Kanunu) hatte die Nr. 2884 und hieß „Gesetz über die Verwaltung des Vilâyets Tunçeli“ (Tunçeli Vilâyetinin idaresi hakkında kanun). Es wurde am 25. Dezember 1935 verabschiedet und trat am 2. Januar 1936 in Kraft. Abdullah Alpdoğan wurde zum Militärgouverneur (Vali ve Kumandan und Umumî Müfettiş, Art. 1) bestellt und mit weitreichenden Vollmachten ausgestattet. Dazu gehörten auch Vollmachten in der Rechtsprechung (Art. 8 ff.) bei der Verhängung und Vollstreckung von Todesstrafen (Art. 33) und der Umsiedlung und Verbannung aus „Gründen der Sicherheit und der öffentlichen Ordnung“ (Art. 31). Man beabsichtigte eine politisch-administrative Reorganisation mit Hilfe militärischer Repression und verhängte den militärischen Ausnahmezustand über Dersim. Im Winter 1936/37 stellte die Armee die Zugänge zur Region unter strikte militärische Kontrolle und verhinderte Ein- und Ausreisen.
Die Stämme sahen sich bedroht und lehnten staatliche Einmischung ab. Sie betrachteten die zunehmende militärische und administrative Umklammerung als Angriff auf ihre Privilegien. Bereits im Vorfeld der Auseinandersetzungen hatte der spätere Anführer und das geistliche Haupt des Aufstandes, Seyit Rıza, Militärgouverneur Alpdoğan gegenüber die staatlichen Eingriffe abgelehnt. Alpdoğan hatte dabei die Herausgabe aller Waffen gefordert. Der scharfe Ton in den Kontakten beider Parteien schürte den Konflikt zusätzlich.

## Der Aufstand

### Erste Auseinandersetzungen

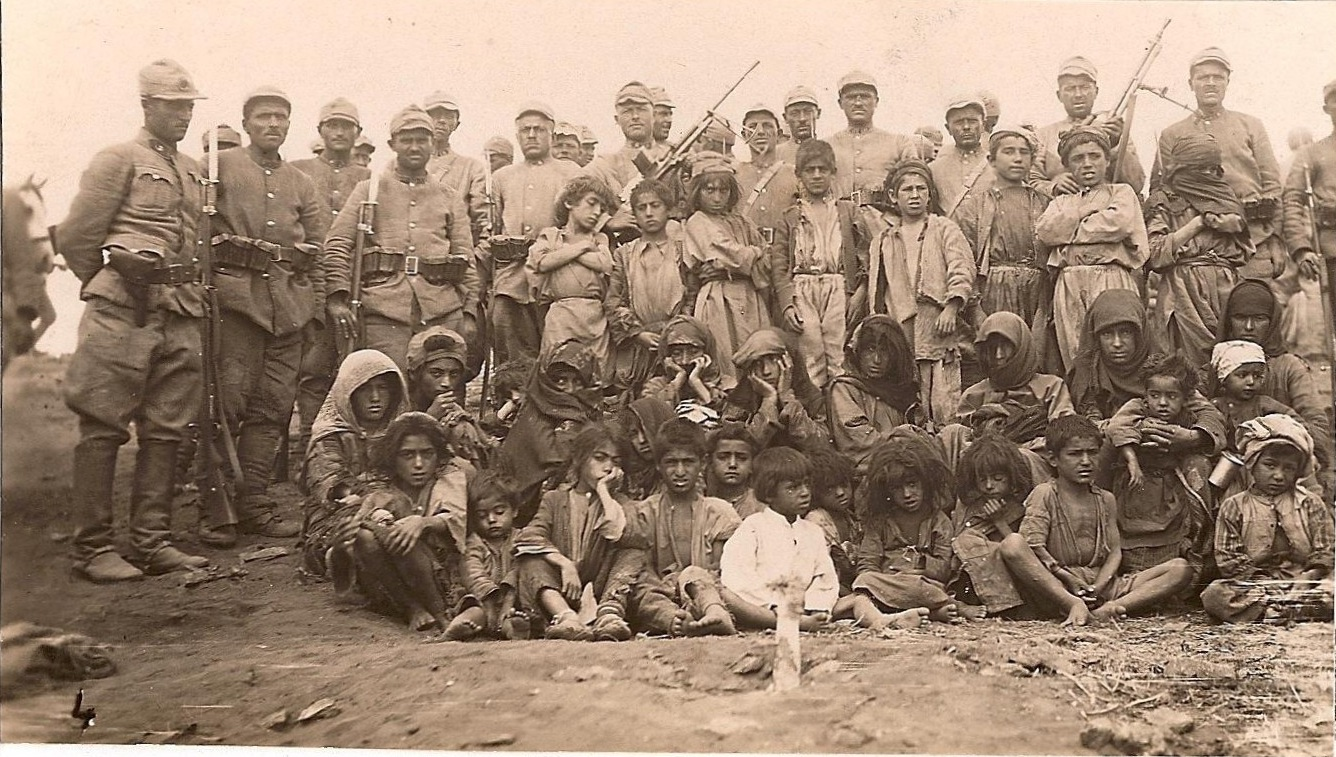
Türkische Soldaten mit gefangen genommenen Leuten aus Dersim.

Manche Stämme reagierten mit Gewalt auf die Regelungen und Türkisierungsbestrebungen des Umsiedlungsgesetzes und die zunehmende militärische Präsenz, die sie als Angriff auf ihre De-facto-Souveränität betrachteten. Die Stämme der Haydaran und Demenan brannten in der Nacht zum 21. März 1937 eine Polizeistation und eine Holzbrücke nieder und zerstörten Telefonleitungen. Vorausgegangen waren einige Vorfälle von Gewalt gegen Dorfbewohner, Fälle von Vergewaltigung durch türkische Soldaten und von Tötung türkischer Soldaten. Der Staat zog sofort Truppen aus anderen Provinzen in der Region zusammen, nahm erste Verhaftungen vor und versuchte, Waffen zu konfiszieren. Elazığ wurde Stützpunkt der Luftwaffe. Das 2. Geschwader stellte zunächst sieben Maschinen. Man verdächtigte Seyit Rıza, die Ausschreitungen ausgelöst zu haben. Möglicherweise war der Verdacht die Folge einer Denunziation lokaler Feinde Seyit Rızas.
Sechs Tage später überfielen Aufständische die Wache von Sin. Weitere Überfälle folgten. Anfang Mai 1937 legten Aufständische einen Hinterhalt und töteten zehn Offiziere und 50 Soldaten. Folterspuren und die Entstellung der Leichname riefen große Entrüstung in der Türkei hervor.
Als die Luftwaffe anfing, Dörfer zu bombardieren, entsandte Seyit Rıza eine Delegation zu Verhandlungen zum türkischen Hauptquartier in Elazığ. Auch Bre İbrahim, ein Sohn Seyit Rızas, ging zu Verhandlungen ins türkische Hauptquartier und wurde auf dem Rückweg von Mitgliedern des verfeindeten Kırgan-Stammes getötet. Rıza forderte lokale Autonomie und die Bestrafung der Mörder. Gouverneur Alpdoğan lehnte ab und forderte erneut die Herausgabe aller Waffen. Am 26. April führte Seyit Rıza einen Vergeltungsangriff auf die Kirganli in Sin durch, dem Zentrum dieses Stammes.

### Operation „Züchtigung und Deportation“ (tedip ve tenkil)

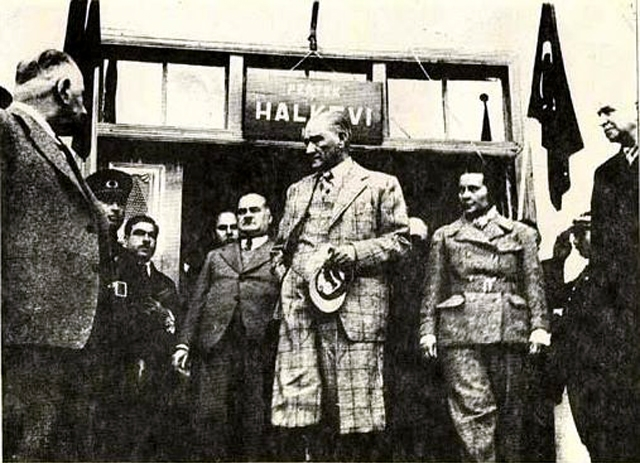
Mustafa Kemal Atatürk und Sabiha Gökçen bei einem Besuch in Pertek am 17. November 1937.

Das türkische Kabinett beschloss am 4. Mai 1937 in geheimer Sitzung:

„Dieses Mal wird die Bevölkerung in dem aufrührerischen Gebiet zusammengezogen und in andere Gebiete überführt werden. […] Wenn man sich lediglich mit einer Offensivaktion begnügt, werden die Widerstandsherde fortbestehen. Aus diesem Grunde wird es als notwendig betrachtet, diejenigen, die Waffen eingesetzt haben und einsetzen, vor Ort endgültig unschädlich zu machen, ihre Dörfer vollständig zu zerstören und ihre Familien fortzuschaffen.“

Die Operation erhielt den Namen „Züchtigung und Deportation“ (tedip ve tenkil). In Dersim wurden türkische Truppen im Umfang von 25.000 Mann zusammengezogen. Ihnen standen anfänglich mindestens 1.500 Kämpfer aus Dersim gegenüber. Diese führten ihre Überfälle meistens in kleinen Gruppen von bis zu zehn Mann durch. Manchmal beteiligten sich auch 30–40 Kämpfer an einer Aktion. Die Luftwaffe warf auch türkischsprachige Flugblätter ab. In einem Flugblatt vom Mai 1937 hieß es:

„Die Regierung möchte Euch in Güte und Großmut in den Schoß nehmen und Euch glücklich machen. Unter Euch sind viele, die das nicht verstehen und es an Respekt mangeln lassen. Vielleicht möchten Einige unter Euren Leuten Euch auch aufgrund persönlicher Interessen opfern. Da die Republik dies weiß, warnt sie Euch zum letzten mal. Übergebt die Beklagenswerten, die Euch zum Aufstand anstacheln, der Regierung der Republik. Oder sie müssen sich selbst ergeben. […] Diejenigen, die ausgeliefert werden oder die sich selbst ergeben, werden nichts als eine gerechte Behandlung durch die Regierung erfahren. Niemandem unserer wertvollen Bürger soll auf dieser Weise etwas geschehen. Andernfalls allerdings, also wenn Ihr nicht tut, was wir sagen: Wir haben euch von allen Seiten umstellt. Ihr werdet von den siegreichen Armeen der Republik niedergeworfen werden.“

Im weiteren Text wird den Bewohnern erklärt, dies sei die letzte Erklärung über die Großmut des Staates. Sie sollten sie gemeinsam mit ihren Kindern lesen und rasch entscheiden, andernfalls setze man Truppen in Bewegung, die sie vernichten würden. Ähnliche Flugblätter gab es bis zum Ende des Aufstandes.
Am 20. Juni reiste Regierungschef Inönü nach Elazığ im Bestreben, seine militärische Erfahrung vor Ort einzusetzen. Am 9. Juli 1937 wurden Alişer, einer der Organisatoren des Widerstandes, und seine Frau Zarife durch Verrat aus den eigenen Reihen ermordet. Anstifter dieses Verrates war Rayber (Rehber), ein Neffe Seyit Rızas. Die Köpfe beider Erschossenen schickte man nach Elazığ, Militärgouverneur Alpdoğan zum Geschenk.

### Eskalation und Gerichtsverfahren

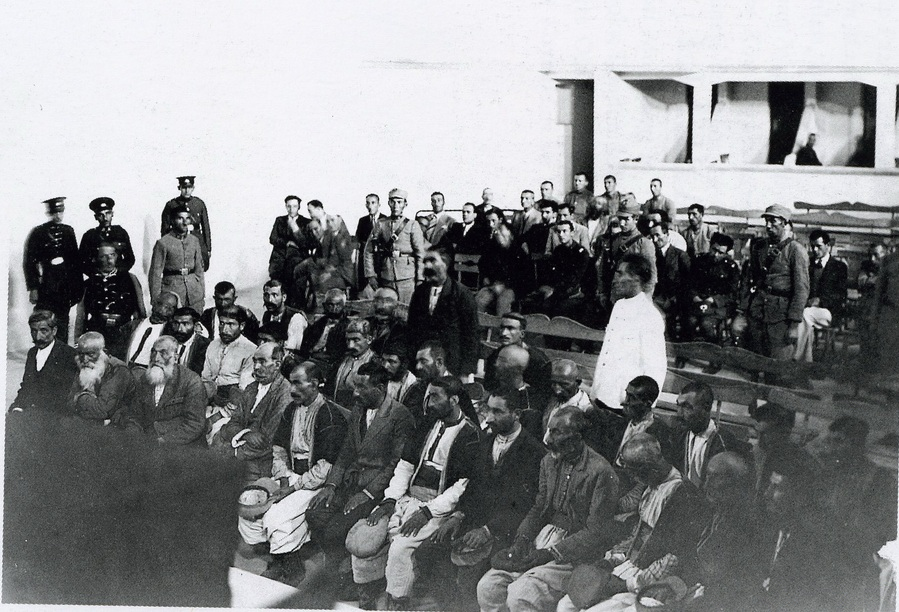
Angeklagte des Dersim-Aufstands stehen 1937 in Elazığ vor Gericht.

Die Ereignisse eskalierten im Sommer. Die Aufständischen überfielen Kasernen und Wachen und versuchten, Brücken in Mazgirt und Pertek zu sprengen. Alter Streit und Blutfehden unter den Stämmen flammten auf. Es kam zu wechselnden Koalitionen. Im September wurde Rızas Lage aussichtslos. Seine zweite Frau Bese, ein weiterer Sohn sowie eine große Anzahl von Bewohnern seines Dorfes wurden von Soldaten getötet. Enttäuscht und offenbar auch auf Druck seines eigenen Stammes hin ergab sich Seyit Rıza. Er wurde mit 50 Gefolgsleuten verhaftet, vor Gericht gestellt, nach einer viertägigen Verhandlung verurteilt und unverzüglich Mitte November hingerichtet. Das Gerichtsverfahren und die Hinrichtung erfolgten unter großem Zeitdruck, da man Atatürk, der die Region am nächsten Tag besuchen wollte, nicht mit Gnadenersuchen belästigen wollte. Der Mann, der das Gerichtsverfahren als junger Beamter organisierte, war der spätere Außenminister İhsan Sabri Çağlayangil. Er schilderte die Hinrichtung in seinen Memoiren mit folgenden Worten:

„Als Seyit Rıza die Galgen sah, verstand er. ‚Ihr werdet mich hängen‘, sagte er, und drehte sich zu mir um. ‚Bist du aus Ankara gekommen, um mich zu hängen?‘ Wir schauten uns an. Zum ersten Mal stand ich einem Menschen, der hingerichtet werden sollte, von Angesicht zu Angesicht gegenüber. Er lachte. Der Staatsanwalt fragte, ob er beten wolle. Er lehnte ab. Wir fragten nach seinen letzten Worten. ‚Ich habe noch vierzig Lira und eine Uhr, gebt die meinem Sohn‘, sagte er. In dem Moment wurde Fındık Hafiz gehängt. Zweimal riss der Strick. Ich stand vor dem Fenster, damit er nicht sehen konnte, wie Fındık Hafiz gehängt wurde. Die Hinrichtung Fındık Hafiz’ war zu Ende. Wir brachten Seyit Rıza zum Richtplatz. Es war kalt. Niemand war da. Aber Seyit Rıza sprach in die Stille und Leere, als ob der Platz voller Menschen sei. ‚Wir sind Kinder Kerbelas. Wir haben nichts verbrochen. Es ist eine Schande. Es ist grausam. Es ist Mord.‘, sagte er. Es überlief mich eiskalt. Dieser alte Mann ging schnellen Schrittes und schob den Zigeuner beiseite. Er legte sich den Strick um, trat den Stuhl weg und vollstreckte sein eigenes Urteil.“

Insgesamt standen 58 Personen vor Gericht. Mit Rıza wurden folgende Personen hingerichtet:
- Resik Hüseyin, Sohn Rızas
- Seyit Haso, Führer des Stammes der Şexan
- Fındık, Sohn Kamers, des Führers des Stammes der Yusufan
- Hasan, Sohn Cebrails, des Führers des Stammes der Demenan
- Hasan, Sohn Ulikiyes aus dem Stamm der Kureyşan
- Ali, Sohn Mirzalis

Die Körper der Hingerichteten wurden in Elazığ zur Schau gestellt, anschließend verbrannt und an unbekanntem Ort vergraben. Bei vier der insgesamt elf zum Tode Verurteilten wurde die Todesstrafe wegen Überschreitens der Altersgrenze in Haftstrafen von jeweils 30 Jahren umgewandelt. Vierzehn Angeklagte wurden freigesprochen, die übrigen zu unterschiedlichen Haftstrafen verurteilt.

### Waffenruhe und erneute Kämpfe
Von November 1937 bis zum März 1938 ruhten die Feindseligkeiten bedingt durch einen sehr strengen Winter. Im Frühling 1938 nahm die Armee ihre Operationen mit großer Härte wieder auf. Es existieren verschiedene Berichte über Gräueltaten der türkischen Armee. Auch Stämme wie die Pilvank und die Aşağı Abbas, die dem Staat loyal gegenüberstanden, wurden vernichtet. Tagesberichte des türkischen Generalstabs, die in Buchform veröffentlicht wurden und die Ereignisse mit vielen Einzelheiten und Zahlen von getöteten „Räubern“ dokumentieren und Augenzeugenberichte von beteiligten Soldaten und Opfern bestätigen die Gewalttaten und Massaker an Aufständischen und Zivilisten. Der türkische Generalstab berichtete von 7.954 Toten innerhalb von 17 Tagen während dieser zweiten Phase des Aufstandes. Dorfbewohner wurden zusammengetrieben und erschossen. Gruppen, die sich in Höhlen versteckt hielten, wurden ausgeräuchert oder verbrannt. Die Dörfer wurden zerstört. Die Dokumente des Generalstabs berichten beispielsweise am 12. Juli 1938:

„Die Räuber versteckten sich in Höhlen, deren Eingänge mit Steinen verschlossen und mit Schießscharten versehen waren. Die Höhlen wurden von unseren mutigen Soldaten umstellt. Neben Geschützen und Maschinengewehren wurde auch Sprengstoff durch die Pionierabteilung der 25. Division eingesetzt. Die Höhlen wurden zerstört und diejenigen, die sich darin befanden, getötet. Diejenigen, die lebendig herauskamen, wurden im [Gewehr-]Feuer vernichtet. So wurden in den Höhlen im durchkämmten Gebiet insgesamt 216 Räuber vernichtet.“

In einer Schulungsbroschüre der Jandarma mit dem Titel „Führer über die Operationen zur Verfolgung von Räubern, über die Durchsuchung von Dörfern und das Einsammeln der Waffen im Gebiet Tunceli“ aus dem Jahre 1938 heißt es im Kapitel über die „Suche nach Räubern im Dorf“: „Dörfer, in denen geschossen wird, müssen verbrannt werden“. Im nächsten Abschnitt werden die speziellen Schwierigkeiten beim Abbrennen der Häuser thematisiert und Ratschläge erteilt, wie man die Häuser anzündet. Celâl Bayar verkündete am 29. Juni 1938 vor der Nationalversammlung, die Armee werde mit einer allgemeinen Säuberungsaktion die Verfolgungstruppen unterstützen und dieses Problem ein für alle Mal ausradieren.
Die Augenzeugin Menez Akkaya aus dem Dorf Halborulu berichtete:

„Ich war damals ein junges Mädchen. Ein paar Mal kamen Soldaten in unser Dorf. Sie taten uns nichts. Da wir kein Türkisch konnten, verstanden wir sie nicht. Später kamen sie eines Tages erneut. Sie sammelten die gesamte Einwohnerschaft des Dorfes. Es waren 200 bis 300 Personen. Frauen und Kinder, alle waren dort. Sie brachten uns alle nach Demirtaş. Sie sagten uns, dass sie unsere Waffen einsammeln und uns dann freilassen würden. Aber sie brachten uns zu einem Fluss und töteten uns. Sie töteten auch meinen Mann. Nur wir drei konnten entkommen. Ich konnte einen Baum festhalten. So wurde ich gerettet.“

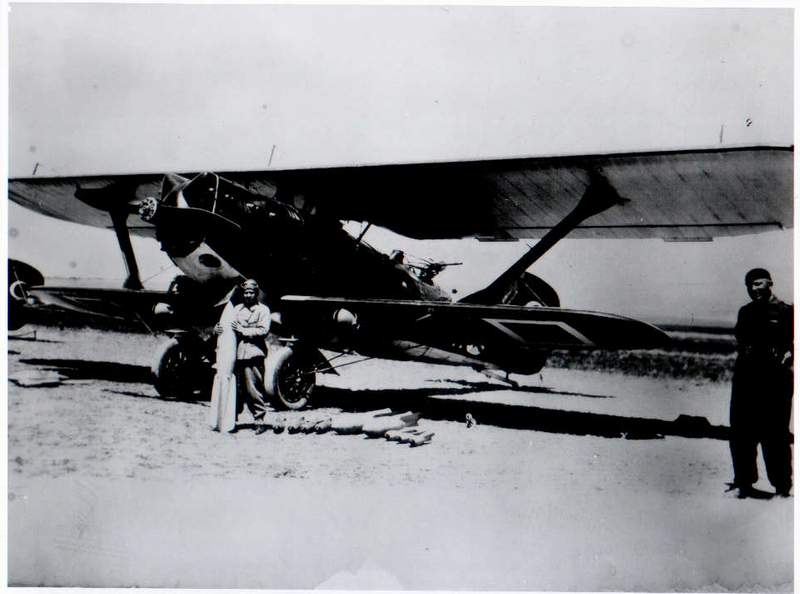
Die erste Kampfpilotin der Welt und der Türkei Sabiha Gökçen nahm an der Bombardierung Dersims mit teil. Hier steht sie vor einem Breguet 19 Doppeldecker-Bomber.

Die türkischen Truppen umfassten auf dem Höhepunkt der Kämpfe drei Armeekorps mit etwa 50.000 Mann. Die Dersimer Stämme waren der Armee nicht gewachsen. Bei den Kämpfen wurde die Armee von der Luftwaffe unterstützt. Insgesamt wurden 40 Flugzeuge für Aufklärung und Bombardements eingesetzt. Die Flugzeuge starteten von Stützpunkten in Diyarbakır und Elazığ aus. Auch die Adoptivtochter Atatürks, Sabiha Gökçen, war als Pilotin an den Bombardements beteiligt. Ein Bericht des Generalstabs sprach von „schweren Schäden“, die ihre 50-Kilo-Bombe unter einer Gruppe von „50 flüchtenden Räubern“ angerichtet habe.
Der britische Konsul in Trabzon berichtete seinem Botschafter in Ankara:

Thousands of Kurds including women and children were slain; others, mostly children, were thrown into the Euphrates; while thousands of others in less hostile areas, who had first been deprived of their cattle and other belongings, were deported to vilayets (provinces) in Central Anatolia. It is now stated that the Kurdish question no longer exists in Turkey.

„Tausende Kurden, auch Frauen und Kinder, wurden ermordet; andere, größtenteils Kinder, wurden in den Euphrat geworfen; während weitere Tausende in weniger feindlich gesinnten Gebieten, nachdem man ihnen Vieh und anderen Besitz genommen hatte, in die Vilayets (Provinzen) Zentralanatoliens deportiert wurden. Es wird nun behauptet, in der Türkei existiere die kurdische Frage nicht mehr.“

Tonaufzeichnungen einer Reportage aus dem Jahre 1986 mit dem Zeitzeugen und späteren Außenminister Çağlayangil sollen den Einsatz von Giftgas durch die Armee belegen. Wörtlich heißt es:

„Sie hatten sich in Höhlen geflüchtet. Die Armee setzte Giftgas ein. Durch den Höhleneingang. Sie vergifteten sie wie Mäuse. Sie schlachteten jene Dersim-Kurden [im Alter] von sieben bis siebzig Jahren. Es wurde eine blutige Operation.“

### Maßnahmen nach der endgültigen Niederschlagung des Aufstandes
Die Auseinandersetzungen gingen noch bis Oktober 1938 weiter. Nach der endgültigen Niederschlagung des Aufstandes wurden zahlreiche Bewohner in andere Landesteile deportiert, wofür eigens Auffanglager eingerichtet wurden. Es wird von bis zu 50.000 Deportierten berichtet. Die Menschen wurden in die Provinzen Manisa, Tekirdağ, Balıkesir, Kırklareli, Edirne und Izmir umgesiedelt.

## Auswirkungen
Dersim markierte das Ende tribaler, ethnischer und religiöser Aufstände in der Türkei. Eine Amnestie für Bewohner, die sich in die Berge geflüchtet hatten, wurde 1946 – Jahre nach dem Aufstand – erlassen. Am 1. Januar 1947 hob die Regierung das „Tunceli-Gesetz“ auf. Den Ausnahmezustand beendete sie im Jahre 1948. Erst danach wurde der Zutritt zur Region wieder ermöglicht. Osman Mete, Korrespondent der damals meistverkauften Zeitung Anatoliens Son Posta, bereiste das Gebiet zehn Jahre nach dem Aufstand und berichtete erschüttert über die völlige Abwesenheit von Schulen, Straßen und medizinischer Versorgung. Die unmittelbaren Folgen des Dersim-Aufstandes waren eine großflächige Verheerung des Landstriches, der Tod von möglicherweise mehr als 10.000 Menschen, darunter viele Frauen und Kinder, und die Deportation Zehntausender Einwohner. Dem Aufstand folgte eine zwei Jahrzehnte währende Phase ohne Widerstand gegen die Zentralregierung. Dabei spielten nicht nur die Zwangsmaßnahmen, sondern auch der Ausbruch des Zweiten Weltkrieges eine Rolle, der auch in den kurdischen Gebieten mit Sorge betrachtet wurde.
Als die Arbeiterpartei Kurdistans (PKK) Mitte der 1980er Jahre den bewaffneten Kampf aufnahm, war Dersim erneut Schauplatz von Kämpfen. Die Armee ließ im Jahre 1994 ein Drittel der Dörfer zwangsräumen und zerstören und brannte große Areale Wald nieder. Heute finden noch vereinzelt Kämpfe statt. Die Politik der Zerstörung von Dörfern wurde aufgegeben.
Am 23. November 2011 nahm der türkische Ministerpräsident Recep Tayyip Erdoğan Stellung zu den Ereignissen und entschuldigte sich öffentlich für die Vorgehensweise der staatlichen türkischen Stellen gegenüber den Kurden. Er bezeichnete die Vorgänge von Dersim als die „tragischsten und schmerzhaftesten Ereignisse“ der neueren türkischen Geschichte.

## Bewertung
Die Niederschlagung des Dersim-Aufstandes gilt als eines der dunkelsten Kapitel in der Geschichte der Republik Türkei. Die wichtigste schriftliche Quelle über die bewaffneten Auseinandersetzungen ist das Buch Türkiye Cumhuriyetinde Ayaklanmalar (1924–1938). Dieses Buch wurde von der historischen Abteilung des türkischen Generalstabs veröffentlicht und bietet eine chronologische Abfolge isolierter Ereignisse. Zur Zeit des Aufstandes gab es keine ausländischen Beobachter in der Region; denn bereits während des Koçgiri-Aufstandes hatte die Regierung alle Missionare des Landes verwiesen. Diese fehlten nun, um der Welt von dem „Krieg gegen Männer, Frauen und Kinder“, von der Zerstörung ganzer Ortschaften und der Deportation ihrer Einwohner zu berichten. Ein Massengrab aus diesen Tagen befindet sich in Alacık.
Abendländische Standardwerke von Bernard Lewis und Stanford J. Shaw erwähnen die Ereignisse mit keinem Wort. Der Aufstand und die Art der Niederschlagung wurden auch in der türkischen Geschichtswissenschaft lange Zeit nicht thematisiert, die Beteiligten wurden in der türkischen Öffentlichkeit als Briganten hingestellt. İsmail Beşikçi war einer der ersten, die über die Vorgänge schrieben. Das Buch Tunceli Kanunu (1935) ve Dersim Jenosidi wurde verboten und Beşikci saß wegen seiner Veröffentlichungen mehr als zehn Jahre im Gefängnis.
Das Thema löst große Kontroversen aus, von kurdischer Seite wird vielfach von Genozid gesprochen. Eine Politik der gezielten physischen Vernichtung eines Teils der kurdischen Minderheit hat es nach Ansicht von Martin van Bruinessen allerdings nie gegeben. Das Umsiedlungsgesetz, die Reformmaßnahmen und die militärische Kampagne waren Teil der Türkisierungspolitik und richteten sich primär gegen die kurdische Identität und Sprache. Wissenschaftler wie van Bruinessen und Hans-Lukas Kieser bewerten die Niederschlagung und Umsiedlung als Ethnozid. Günter Seufert bewertet die Ereignisse als Feldzug oder Krieg, für den die anfänglichen Scharmützel nur als Vorwand gedient hätten.
Dilşa Deniz geht von einem Genozid aus: Die aktuelle Gesamtschau der Beweise lege nahe, dass die Militäroperationen von 1937–38 in Dersim die Kriterien für die Einstufung als Völkermord gemäß Artikel 2 der Völkermordkonvention erfüllten. Zu diesen Beweisen gehörten: die lange Dauer der Vorbereitungen und Planungen, die in den 1930er Jahren begonnen hätten, die bedeutende militärische Aktion, die sich in der Anzahl der beteiligten Soldaten und der eingesetzten militärischen Ausrüstung, die zweijährige Dauer dieser Ereignisse und schließlich die ultimative militärische Anweisung, „alles Lebendige zu treffen“. Darüber hinaus wird die These des Völkermordes durch Schätzungen gestützt, wonach die Zahl der Opfer in die Zehntausende geht, die Zahl der Einwohner von Dersim, die in die westlichen Städte der Türkei zwangsumgesiedelt wurden,Tausende von weiblichen Einwohner, die in die westlichen Städte der Türkei zwangsumgesiedelt wurden, die ihren Familien entrissen und von Armeeangehörigen aufgezogen wurden, um ihre Assimilierung zu fördern, die Beschädigung der Stadt Dersim und die kalkulierte Zerstörung ihrer sozialen Strukturen, um das das Überleben der verbleibenden Bevölkerung zu verhindern, das Fehlen einer angemessenen medizinischen und/oder psychologischen Unterstützung für Waisenkinder, Verwundete und alle anderen von diesen verheerenden Ereignissen Betroffenen. Dies geht sowohl aus offiziellen Berichten als auch aus anderen Dokumenten hervor, die auf wissenschaftlichen Schriften beruhen, Nachrichten, Zeugenaussagen, Memoiren und Exilliteratur, dass die militärischen Operationen in Dersim zwischen 1937–38 in erster Linie dazu dienten, eine Politik der Türkisierung und Islamisierung zu betreiben. Die UN-Definition hebt die Absicht des Verbrechens über seine quantitativen Auswirkungen auf die Bevölkerung oder seine Dauer. Das Hauptziel dieser Operationen wird in den rechtlichen Verfahren deutlich, die dem Völkermord vorausgingen, wie das Gesetz zur Aufrechterhaltung der Ordnung (1925), das Umsiedlungsgesetz (1934), das Dersim/Tunçeli-Gesetz (1935), und den damit zusammenhängenden offiziellen Dokumenten, Interviews, offiziellen Erklärungen von hochrangigen Beamten. Aufgrund der staatlich geförderten Homogenisierungspolitik ist es nunmehr klar, dass mindestens zwischen 46.000 und 63.000 Menschen, einschließlich der verbliebenen armenischen Bevölkerung, getötet wurden und mehr als 13.000 Menschen aus Dersim zwangsevakuiert und in die westlichen Städte der Türkei umgesiedelt wurden um sie zu assimilieren.
Der Völkerbund wurde über die Vorfälle in Dersim in Kenntnis gesetzt. Nuri Dersimi schrieb am 14. September 1937 von seinem syrischen Asyl aus einen zweiseitigen französischen Brief an den Völkerbund in Genf. Er unterzeichnete den Brief mit „Seyid Rıza“. Der Völkerbund reagierte nicht. Nach der Hinrichtung Seyid Rızas schrieb Dersimi erneut. Der Völkerbund betrachtete die Ereignisse aber als innere Angelegenheit der Türkei, da eine muslimische Minderheit betroffen war und dies die Minderheitenklauseln des Lausanner Vertrags nicht berührte.

## Belletristische Rezeptionen
- Haydar Işık: Der Agha aus Dersim. 2. Auflage. München 1995, ISBN 3-927743-16-X.
- Haydar Işık: Die Vernichtung von Dersim. Münster 2002, ISBN 3-89771-852-9.
- Wilfried Eggers: Paragraf 301. Grafit, Dortmund 2008, ISBN 978-3-89425-373-8.